# August Ludwig Reyscher
August Ludwig Reyscher (født 10. juli 1802 i Unterriexingen, død 1. april 1880 i Cannstatt) var en tysk retslærd og politiker. 
Reyscher blev dr.jur. i 1824 og samme år privatsekretær hos den württembergske gesandt i München, i 1826 ansat i det württembergske Justitsministerium, i 1829 privatdocent i Tübingen, 1831 ekstraordinær professor sammesteds, i 1837 ordinær professor, i 1851 af politiske grunde forsat til en administrativ post i Ulm, samme år tog han sin afsked og virkede der efter som sagfører. Som politiker tilhørte han det liberale parti, han var tilhænger af den tyske enhedstanke, var medlem af det württembergske kammer og udfoldede gennem en årrække en frugtbar publicistisk virksomhed. Som retslærd stod han i germanisternes lejr. Han ledede udgivelsen af Vollständige, historisch und kritisch bearbeitete Sammlung der württembergischen Gesetze (I—IXX 1828—51) og skrev, foruden retsbetænkninger, afhandlinger og andet, Das gesammte württembergische Privatrecht (I—II 1837 og 1843, 2. oplag 1845 og 1847, III 1848). Sammen med Wilhelm Eduard Wilda, senere med Georg Beseler og Otto Stobbe udgav han Zeitschrift für deutsches Recht und deutsche Rechtswissenschaft (I—XX 1839—61). Hans Erinnerungen aus alter und neuer Zeit (1802 bis 1880) offentliggjordes 1884 af Karl Riecke. Den hårde dom, Robert von Mohl i sine Lebens-Erinnerungen (I, Stuttgart og Leipzig 1902, s. 207—08) fælder over ham, deles ikke af andre. 